# Fritz Gebauer
Fritz Gotthard Gebauer (* 14. Juli 1906 in Breslau; † 9. August 1979 in Göttingen) war ein deutscher SS-Hauptsturmführer und Kommandant des Zwangsarbeitslagers Lemberg-Janowska.

## Leben
Fritz Gebauer war Sohn eines Pförtners. Von 1912 bis 1920 besuchte er die Volksschule in Breslau. Nach Entlassung aus der 8. Klasse machte er von 1920 bis 1924 eine Mechanikerlehre. Gebauer trat etwa 1926/1928 in die Firma Siemens ein, bei der er als Monteur für Schwachstromanlagen ausgebildet wurde. Im Jahre 1928 wechselte er zur Schlesischen Telefongesellschaft, die ihn bis 1930 als Bezirksmonteur beschäftigte. Wegen allgemeiner Arbeitslosigkeit wurde er entlassen und blieb bis 1933 arbeitslos. Nachdem seine erste Ehe, die er 1932 einging, geschieden worden war, heiratete er 1953 erneut; beide Ehe blieben kinderlos.
1930 wurde er Mitglied der SA.
Zum 1. Januar 1931 trat er der NSDAP (Mitgliedsnummer 388.624) und der SS bei (SS-Nummer 5.549). Dann stellte ihn die Firma Siemens wieder ein und beschäftigte ihn bis etwa 1936 auf dem Bahnhofsbauamt in Glogau. Anschließend war er sechs Monate lang hauptberuflich als Nachrichtenführer bei der SS tätig, um schließlich zu den Arado-Flugzeugwerken nach Warnemünde überzuwechseln, wo er bis 1939 arbeitete. Die Firma Siemens in Berlin forderte ihn als Elektromonteur an und erreichte seine „u.k.“-Stellung. Im Sommer 1941 schied er bei der Firma Siemens aus. Ab August 1941 wurde er beim SS- und Polizeiführer in Lemberg eingesetzt. Bis Mai 1944 wurde er Betriebsleiter der Deutschen Ausrüstungswerke (DAW) in Lemberg mit Zwangsarbeitslager Lemberg-Janowska. Anschließend diente er in Lublin und Berlin.
Nach dem Zweiten Weltkrieg lebte er in Dessau und war für sowjetische Besetzungsbehörden tätig. Im Jahre 1947 trat er SED bei. Danach hatte er die Stelle eines Kreisgeschäftsführers bei einer russischen Filmvertriebsgesellschaft inne. Im Jahre 1956 wurde er in Dessau Abteilungsmeister für Mess- und Regeltechnik. Im Jahre 1960 war er auf Empfehlung der SED ausersehen, Stadtsekretär von Dessau zu werden. Dadurch bedingt wurden Nachforschungen über seine Vergangenheit angestellt, die ihn befürchten ließen, seine frühere Zugehörigkeit zur SS werde nunmehr bekannt. Bis dahin waren ihm seit Kriegsende – wie er unwiderlegt angab – von keiner Seite Fragen in dieser Richtung gestellt worden. Im Jahre 1960 waren an seiner Arbeitsstelle auch betriebstechnische Schwierigkeiten aufgetreten, die die Staatspolizei der DDR bewogen, sich einzuschalten. Dieser Umstand und die von ihm befürchteten Recherchen über seine Vergangenheit in der NS-Zeit anlässlich der in Erwägung gezogenen Ernennung zum Stadtsekretär von Dessau ließen es ihm ratsam erscheinen, mit seiner Frau in die Bundesrepublik zu fliehen. Ende 1966 oder Anfang 1967 wurde er wegen eines Leberleidens erwerbsunfähig. Im Jahre 1968 verlegte er seinen Wohnsitz nach Seesen im Harz. Am 29. Juni 1971 wurde er vom Landgericht Saarbrücken wegen Ermordung von Häftlingen bei der DAW zu lebenslanger Haft verurteilt. Anfang August 1979 wurde er ins Universitätskrankenhaus Göttingen verlegt, wo er starb.